# August Henneberger (Philologe)
August Henneberger (* 21. Juni 1821 in Meiningen; † 9. August 1866 ebenda) war ein deutscher Literaturhistoriker und Gymnasiallehrer.

## Leben
Henneberger absolvierte das Meininger Gymnasium, bevor er von 1839 bis 1843 Philologie an den Universitäten von Leipzig und Berlin studierte. Das Studium schloss er als Doktor der Philosophie ab. Danach war er zunächst Lehrer am Progymnasium und der Realschule von Saalfeld (Saale). Im September 1844 erhielt er eine Stelle als Lehrer am Gymnasium in Hildburghausen, an dem er bis 1848 lehrte. Anschließend kehrte in seine Heimatstadt zurück und wurde dort Gymnasiallehrer und 1856 Professor am Meininger Gymnasium. An diesem wirkte er bis zu seinem Lebensende. Er trat mit zahlreichen Schriften und Journalartikeln in Erscheinung. Ernst Kelchner beschreibt ihn als gediegenen und zugleich stets liebenswürdigen Kritiker. Er wird zudem als gründlich, humorvoll und fesselnd beschrieben.

## Werke (Auswahl)
- Altdeutsches Lesebuch für höhere Lehr-Anstalten, Waisenhaus, Halle 1849.
- Corruptos aliquot locos Sophoclis emendare conatus est Aug. Henneberger, Meiningen 1849.
- Das deutsche Drama der Gegenwart, Koch, Greifswald 1853.
- Meiningens Antheil an der deutschen Nationalliteratur, Keyssner, Meiningen 1854.
- Adnotationes ad Platonis aliquot locos maximam partem criticae, Keyßner, Meiningen 1855.
- Jean Pauls Aufenthalt in Meiningen: ein Erinnerungsblatt zu seinem hundertjährigen Geburtstag, Keyssner, Meiningen 1863.
- Griechische Geschichte in Biographien, Nonne, Hildburghausen 1864.
- Briefe von Johann Peter Uz an einen Freund, Brockhaus, Leipzig 1866.